# ويليام وارد (لاعب كرة قدم أمريكية)
ويليام وارد (بالإنجليزية: William Ward)‏ هو مدرب رياضي أمريكي، ولد في 25 أغسطس 1874 في روتشستر في الولايات المتحدة، وتوفي في 13 مايو 1936.